# Matías González
Matías González (født 6. august 1925, død 12. maj 1984) var en uruguayansk fodboldspiller, der med Uruguays landshold vandt guld ved VM i 1950 i Brasilien. Han spillede alle uruguayanernes fire kampe i turneringen, og opnåede i alt 30 landskampe.
González spillede på klubplan for CA Cerro i hjemlandet.